# Burudugunte, Chintamani
Burudugunte là một làng thuộc tehsil Chintamani, huyện Kolar, bang Karnataka, Ấn Độ.